# 深洋
深洋，是福建省漳平市象湖镇下地村辖下的一个自然村，地处象湖镇南边，在象湖－德安线上，离象湖镇镇中心约5千米，是由周边几座山围拢起来的小村落。

## 历史
深洋的名称，据说是因为村落中心地带的耕田很深而得来的。在清初，荣高的陈姓家族就已经在此居住，而陈瑞的陈姓家族更早之前就已经来到该村落。在乾隆盛世之际，深洋曾经繁荣一时，人口也一度达400多人。

## 人口
深洋现今约有50户人家，人口大约200人，其中大部分都是陈姓家族成员(陈姓还分成陈瑞与荣高两派)，此外还有少数几户姓邓、姓苏、姓李等。

## 事件
2001年5月28日，因为有下地村民在深洋小溪用农药毒魚而引发下游食物中毒事件，其中象湖中心小学有多名小学生中毒。
2006年6月8日，由于连续不断的雨水影响，发生了一系列山体滑波事件，受灾程度严重，为几十年来所未见。

## 土特产
- 主要有香菇、水蜜桃、柑桔、柿子、梨子、西瓜等。